# Кожым (река)
Ко́жым (устар. Кожим) — река в Республике Коми (городской округ Инта), правый приток реки Косью (бассейн Печоры).
Длина — 202 км, площадь водосборного бассейна — 5180 км². Питание дождевое и снеговое. Замерзает в конце октября — начале ноября, вскрывается в мае. Бассейн реки отличается большой водностью, модуль стока равен 25 л/(с×км²). Среднегодовой расход воды — 120 м³/с.
Крупнейший приток — река Балбанью (левый).
Кожим начинается на склоне горы Кожим-Из Приполярного Урала.
В верховьях течёт по ненаселённой местности национального парка Югыд ва, быстро собирая воду многочисленных небольших притоков. Протекает мимо хребта Сана-Из и горных массивов Россомаха, Малдынырд, Западные Саледы, Малдыиз и Обеиз. Верховья Кожима носят ярко выраженный горный характер — речка быстрая, мелкая и протекает в каменистом узком русле-ущелье шириной не более 20—25 метров. Течение у Кожима бурное, так как русло понижается на 4 метра на каждый километр реки. В верховьях направление течения северное. После огибания г. Сана-из река постепенно поворачивает на запад. Впадает в Косью на 97 км.
По реке проходит северная граница национального парка «Югыд ва».

## Данные водного реестра
По данным государственного водного реестра России и геоинформационной системы водохозяйственного районирования территории РФ, подготовленной Федеральным агентством водных ресурсов:
- Бассейновый округ — Двинско-Печорский
- Речной бассейн — Печора
- Речной подбассейн — Уса
- Водохозяйственный участок — Уса
- Код водного объекта — 03050200112103000069115

### Притоки
(км от устья)
- 9 км: река без названия
- 9 км: река Седъёль
- 18 км: река без названия
- 18 км: река без названия
- 24 км: река без названия
- 31 км: река Сывъю (Сын-Ю)
- 45 км: река Пальникъёль
- 47 км: река без названия
- 52 км: река Дурная
- 61 км: река Джагал-Яптик-Шор
- 75 км: река Беть-Ю
- 103 км: река Лимбёко-Ю (Лимбеко)
- 108 км: река Большая Таврота-Ю
- 129 км: река Безымянный
- 131 км: река Балбанью
- 145 км: река Малая Бадья-Ю
- 149 км: река Большая Бадья-Ю
- 152 км: река Сэлэм-Ю
- 153 км: река Ярота-Ю
- 161 км: река Большая Каталамба-Ю
- 162 км: река Саран-Седа-Ю
- 168 км: река Кузь-Пуа-Ю
- 174 км: река Пон-Ю
- 185 км: река Иг-Шор
- 190 км: река Николай-Шор
- 193 км: река Кожим-Вож